# Telactinia citrina
Telactinia citrina is een zeeanemonensoort uit de familie Actiniidae.
Telactinia citrina is voor het eerst wetenschappelijk beschreven door Haddon & Shackleton in 1893.